# Matthias von Oppen (Dekan)

Matthias von Oppen

Matthias von Oppen (* um 1565 in Schlalach bei Bad Belzig; † 11. April 1621 in Halberstadt) war ein bedeutender Kirchenpolitiker und wirtschaftlicher Reformer des späten 16. und frühen 17. Jahrhunderts.

## Leben und Wirken
Er hatte zwei Brüder und war der jüngste Sohn des um 1569 früh verstorbenen Hans von Oppen auf Schlalach bei Treuenbrietzen, der Name der Mutter ist unbekannt. Sein Vormünder waren der Onkel Caspar von Oppen, Hauptmann zu Zinna, und Peter von Oppen. Bereits Anfang 1590, gerade 25 Jahre alt, trat Oppen, der aus dem alten, ursprünglich sächsischen, Adelsgeschlecht Oppen stammte, als Domherr in Halberstadt auf. Schnell erwarb sich er durch rhetorische Gewandtheit, juristische Fähigkeiten und Organisationsvermögen großes Ansehen – so nahm er bereits 1591/1592 als einer von zwei Gesandten an den Verhandlungen über die konfessionelle Zukunft des Domkapitels mit dem postulierten Bischof Heinrich Julius von Braunschweig in Gröningen teil und wurde kurz darauf bischöflicher Rat. Bereits im Jahre 1595 erhielt er eine Dignität. Bis 1601 war er an die vierte Stelle des Kapitels aufgerückt und nahm als director consilii mehr und mehr die Aufgaben des Dekans wahr, dessen Posten er Anfang 1605 auch einnahm und bis zu seinem Tod ausübte. Dieses Amt hatte im Zuge der Zurückdrängung der bischöflichen Amtsgewalten gegenüber der in zunehmendem Maße repräsentativen Würde des Propstes immer mehr an Bedeutung gewonnen, so dass die eigentliche administrative Führung des Domkapitels bei ihm lag.

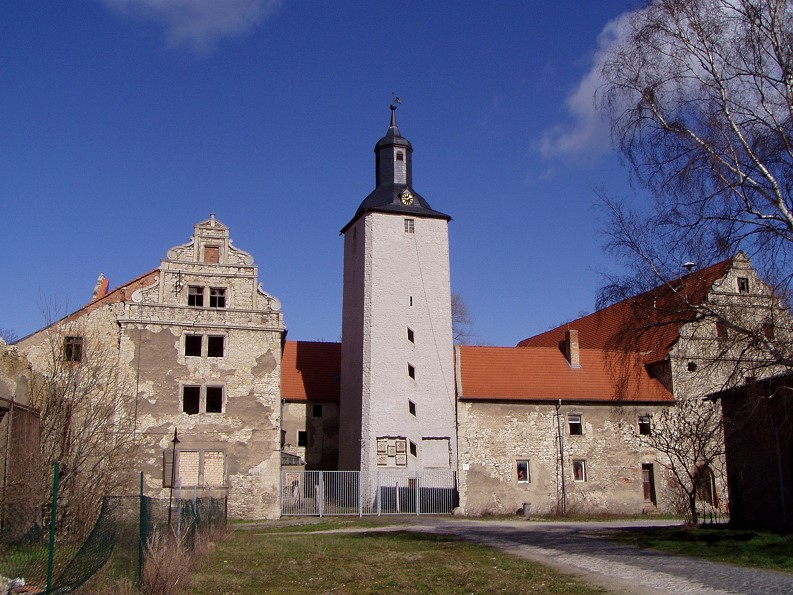
Burg Schneidlingen, die unter Matthias von Oppen bis ca. 1620 umgebaut wurde.

Matthias von Oppen erkannte schnell das große und teilweise erheblich ungenutzte Potential des Grundbesitzes des Domkapitels, was nicht allein durch die von den mittelalterlichen Präbenden herrührenden Kornzuteilungen an die Domherren von außerordentlicher Wichtigkeit war. Große Sorgfalt legte er in den Aufbau der Landwirtschaften, die er weitgehend seiner persönlichen Aufsicht unterstellte. Er kümmerte sich um die Trockenlegung von Sümpfen, die Regulierung von Wasserläufen, um die Forstwirtschaft, die Fischzucht, den Rübenanbau, die Haltung von Bienenstöcken, den Getreideanbau und die Viehzucht, wobei die Schweinemast und die Pferdezucht in besonderen Betrieben erfolgte.
Zudem entstanden unter Oppens Führung ausgedehnte Umbauten früherer Burganlagen im Vorharzgebiet zu landwirtschaftlichen Großgütern (so z. B. in Schneidlingen und Zilly).
Nach Moritz Maria von Weittenhiller war der Dekan selbst Teilhaber vom neuen Grundbesitz seines Adelsgeschlechts in der Nähe von Halberstadt, mit Gut (Alt)-Gatersleben und Nebengut in Nachterstedt. Die Familie löste sich damals vom familiären Kerngebiet der damals zu Sachsen gehörenden Güter im (Hohen) Fläming, seinem Heimatgut Schlalach, und Sandberg in der Zauche.
Er förderte Bildung und Wissenschaft, indem er eine bedeutende Bibliothek gründete (die am 8. April 1945, einen Monat vor dem Ende des Zweiten Weltkrieges, der verheerenden Bombardierung Halberstadts zum Opfer fiel) und ein Studienstipendium für mittellose Begabte ins Leben rief. Für den Dom zu Halberstadt stiftete er ein Portal sowie eine Kanzel. Sein Wappen findet sich noch immer in den Arkadenzwickeln der 1592 bis 1611 errichteten Dompropstei am Halberstädter Domplatz.

## Tagebuch
Über seine Maßnahmen berichtete Oppen detailliert in seinem Tagebuch, das Mitte des 19. Jahrhunderts durch den Magdeburger Historiker und Archivar George Adalbert von Mülverstedt zufällig wiederentdeckt und 1894 veröffentlicht wurde. Es zählt zu den wichtigsten geschichtlichen Quellen Mitteldeutschlands aus der Zeit unmittelbar vor dem Dreißigjährigen Krieg.